# Gregor Foitek
Gregor Foitek, švicarski dirkač Formule 1, * 27. marec 1965, Zürich, Švica.

## Življenjepis
V sezoni 1986 je osvojil naslov v prvenstvu Švicarske Formule 3. V Formuli 1 je debitiral v sezoni 1989, ko je nastopil na dvanajstih dirkah, a se mu prav na nobeni ni uspelo kvalificirati na dirko. V naslednji sezoni 1990 mu je to uspelo sedemkrat, ob petih odstopih pa je kot najboljši rezultat kariere dosegel sedmo mesto na dirki za Veliko nagrado Monaka, sredi drugega dela sezone pa se je upokojil kot dirkač Formule 1.

## Popolni rezultati Formule 1
(legenda) (odebeljene dirke pomenijo najboljši štartni položaj, poševne pa najhitrejši krog, †-uvrščen kljub odstopu)
| Leto | Moštvo                      | Šasija            | Motor       | 1       | 2        | 3        | 4        | 5        | 6        | 7        | 8       | 9        | 10       | 11       | 12  | 13  | 14      | 15  | 16  | Prv | Toč |
| ---- | --------------------------- | ----------------- | ----------- | ------- | -------- | -------- | -------- | -------- | -------- | -------- | ------- | -------- | -------- | -------- | --- | --- | ------- | --- | --- | --- | --- |
| 1989 | EuroBrun Racing             | EuroBrun ER188B   | Judd V8     | BRA DNQ | SMR DNPQ | MON DNPQ | MEH DNPQ | ZDA DNPQ | KAN DNPQ | FRA DNPQ | VB DNPQ |          |          | BEL DNPQ | ITA | POR |         |     |     | NC  | 0   |
| 1989 | EuroBrun Racing             | EuroBrun ER189    | Judd V8     |         |          |          |          |          |          |          |         | NEM DNPQ | MAD DNPQ |          |     |     |         |     |     | NC  | 0   |
| 1989 | Rial Racing                 | Rial ARC-02       | Cosworth V8 |         |          |          |          |          |          |          |         |          |          |          |     |     | ŠPA DNQ | JAP | AVS | NC  | 0   |
| 1990 | Motor Racing Developments   | Brabham BT58      | Judd V8     | ZDA Ret | BRA Ret  |          |          |          |          |          |         |          |          |          |     |     |         |     |     | NC  | 0   |
| 1990 | Moneytron Onyx              | Onyx ORE-1B       | Cosworth V8 |         |          | SMR Ret  | MON 7    | KAN Ret  | MEH 15   | FRA DNQ  |         |          |          |          |     |     |         |     |     | NC  | 0   |
| 1990 | Monteverdi Onyx Formula One | Onyx ORE-1B       | Cosworth V8 |         |          |          |          |          |          |          | VB DNQ  |          |          |          |     |     |         |     |     | NC  | 0   |
| 1990 | Monteverdi Onyx Formula One | Monteverdi ORE-1B | Cosworth V8 |         |          |          |          |          |          |          |         | NEM Ret  | MAD DNQ  | BEL      | ITA | POR | ŠPA     | JAP | AVS | NC  | 0   |